# Nasiera

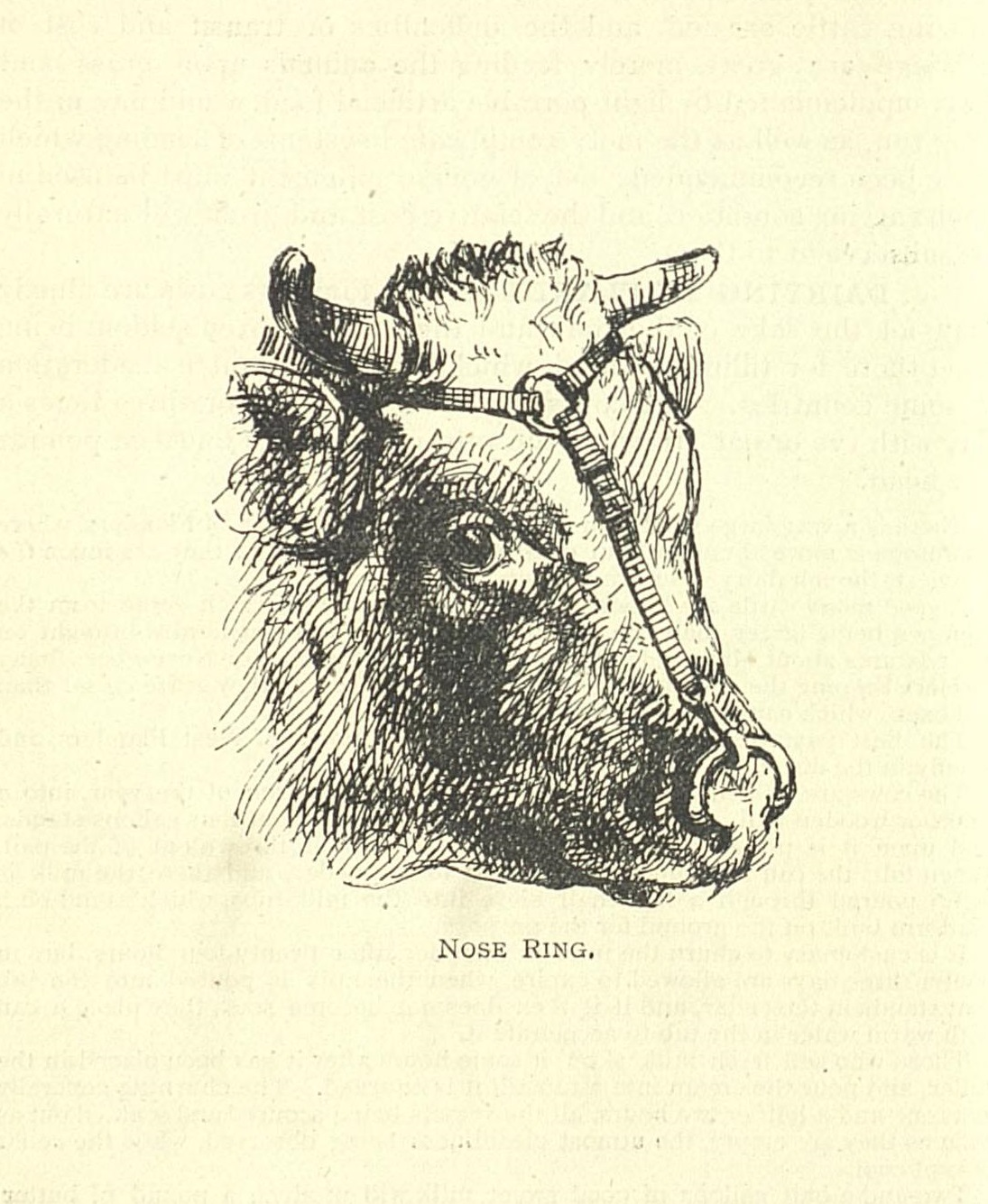
Disegno di una nasiera del 1895

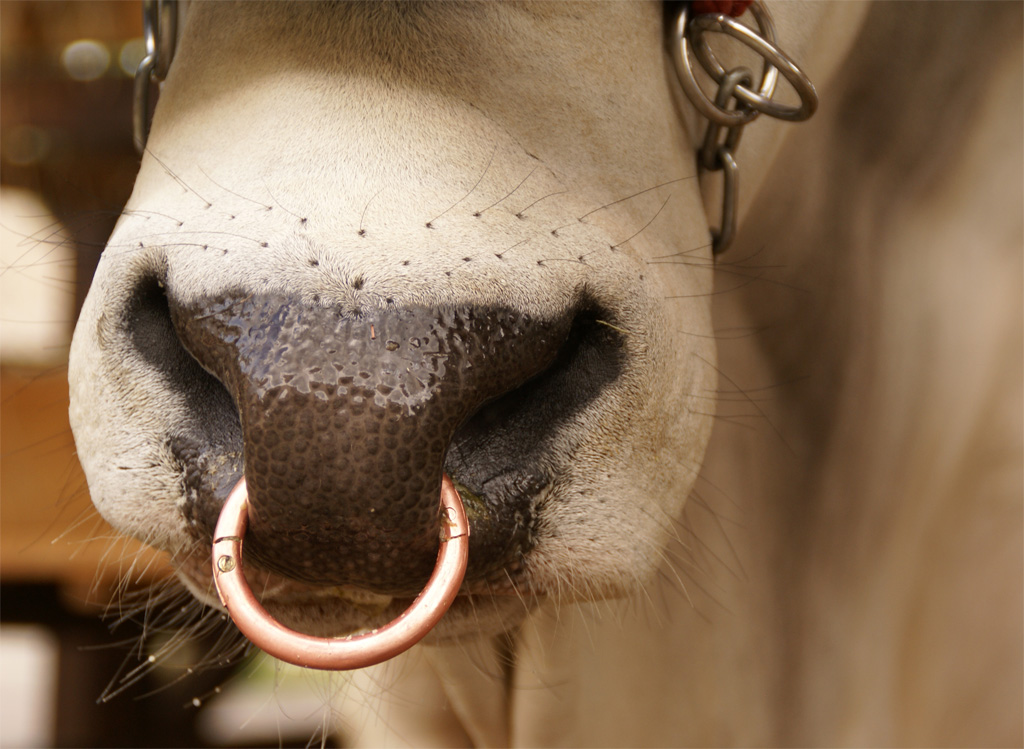
Nasiera moderna in acciaio inox

La nasiera è un anello generalmente in metallo applicato nel naso di un animale, solitamente un bovino o equino, ma raramente anche su un ovino o suino.
Vengono utilizzate per governare e guidare il bestiame come buoi, bufali, tori e le mucche e anche per aiutare a svezzare i giovani bovini. Sui suini vengono adoperati per scoraggiare il grufolamento. Alcune nasiere vengono inserite attraverso un foro praticato nel setto nasale o nella rima del naso.

## Storia
Storicamente l'uso delle nasiere per gli animali viene fatto risale agli albori della civiltà umana. Erano usati nell'antica Sumer e sono raffigurati sullo stendardo di Ur, dove venivano usati sia sui bovini che sugli equini.
Ci sono teorie secondo cui il simbolo della verga e dell'anello sono un bastone da pastore e una corda nasale.

## Nasiera per lo svezzamento dei vitelli
Le nasiere per lo svezzamento dei vitelli, a volte chiamate weaners, sono dispositivi anti-succhiamento basati sul dolore. Queste nasiere (solitamente realizzati in plastica) si agganciano al naso senza forarlo e sono riutilizzabili. Rappresentano un'alternativa alla separazione dei vitelli dalle loro madri durante il periodo dello svezzamento. Hanno punte di plastica che sono scomode per la madre quando il suo vitello preme contro la sua mammella, facendole rifiutare gli sforzi del vitello di succhiare. L'uso di nasiere dei vitelli riduce lo stress dello svezzamento separandolo in due fasi. Innanzitutto, il vitello viene svezzato dal latte della mammella: questa fase dura solitamente fino a 14 giorni. Successivamente, il vitello viene separato dalla madre. Le nasiere per lo svezzamento sono disponibili anche per pecore e capre.

## Nasiere per bovini adulti
La nasiera aiuta il conduttore a controllare un animale potenzialmente pericoloso con un rischio minimo di lesioni o di interruzione, esercitando stress su una delle parti più sensibili dell'animale, il naso. I tori, in particolare, sono animali potenti e talvolta imprevedibili che, se incontrollati, possono uccidere o ferire gravemente un conduttore umano.
Il controllo del toro può essere effettuato tenendo la nasiera con le mani, attaccandovi una corda di piombo o agganciando un bastone apposito. Una corda o una catena può essere attaccata alle corna del toro o a un collare per la testa per un controllo aggiuntivo. Un breve tratto di catena o corda può essere lasciato penzolare dalla nasiera di un toro aggressivo, così quando si abbassa in modo minaccioso il toro calpesterà la catena e sarà scoraggiato dall'attaccare. Questa corda penzolante può anche facilitare la cattura e il controllo di un toro vivace.
Per motivi di sicurezza, molte società di spettacoli richiedono che i tori di età superiore ai 10 mesi siano accompagnati da due persone, indossino una cavezza e un guinzaglio e siano condotti con una corda, una catena o un palo da toro attaccato alla nasiera. Alcuni spettacoli richiedono che altri bovini siano condotti con prese per il naso (bulldog).

Un palo per toro o un bastone per toro è un palo di legno o di metallo con un gancio speciale all'estremità che si aggancia alla nasiera. Il James Safety First Bull Staff (1919) era un tubo di acciaio lungo cinque piedi (circa 152 cm) con un gancio di bloccaggio all'estremità del toro azionato dall'estremità del palo del conduttore. Il palo viene utilizzato per mantenere una distanza tra il conduttore e il toro e può essere utilizzato per spingere un toro fuori da un recinto senza richiedere al conduttore di entrare nel recinto per la pulizia o l'alimentazione. C'è però il rischio che un toro possa spingere il bastone contro il conduttore. Un testo veterinario raccomanda l'uso di un bastone per toro oltre alla cavezza:
Se scegli di avere un toro, assicurati di essere pronto a gestirlo correttamente. Molti addestratori si affidano a una nasiera per controllare un toro. Ma una nasiera non serve a niente a meno che non hai un bastone per toro e lo usi. Un bastone per toro è un palo con uno scatto all'estremità che si aggancia alla nasiera del toro. Guidare un toro con un bastone ti dà molto più potere di gestione poiché non può avvicinarsi a te più di quanto la lunghezza del bastone consenta. Guidarlo solo con una catena nella nasiera gli consente di passarti sopra a piacimento. Anche con un bastone, è intelligente non fidarsi mai completamente della nasiera; ho visto tori strapparsi gli anelli dal naso quando si arrabbiavano a sufficienza. 
Le nasiere per tori hanno solitamente un diametro compreso tra 8 e 13 centimetri (3 e 5 pollici), a seconda delle dimensioni del toro. Le nasiere per tori sono solitamente realizzate in alluminio, acciaio inossidabile o rame, sotto forma di una coppia di semicerchi, tenute chiuse da un piccolo bullone in ottone la cui testa viene rotta durante l'installazione. Se una nasiera deve essere rimossa (ad esempio, se il toro è cresciuto troppo), viene tagliata o svitata.
La nasiera viene normalmente posizionata sul toro tra i 9 e i 12 mesi di età. Di solito viene eseguito da un veterinario, che perfora il setto con un bisturi o un punzone. Le nasiere auto-perforanti (con estremità affilate progettate per essere premute attraverso il setto e quindi tirate insieme con una vite) sono disponibili da molti anni; sono solitamente installate da un veterinario piuttosto che dal proprietario.

## Pinze per il naso

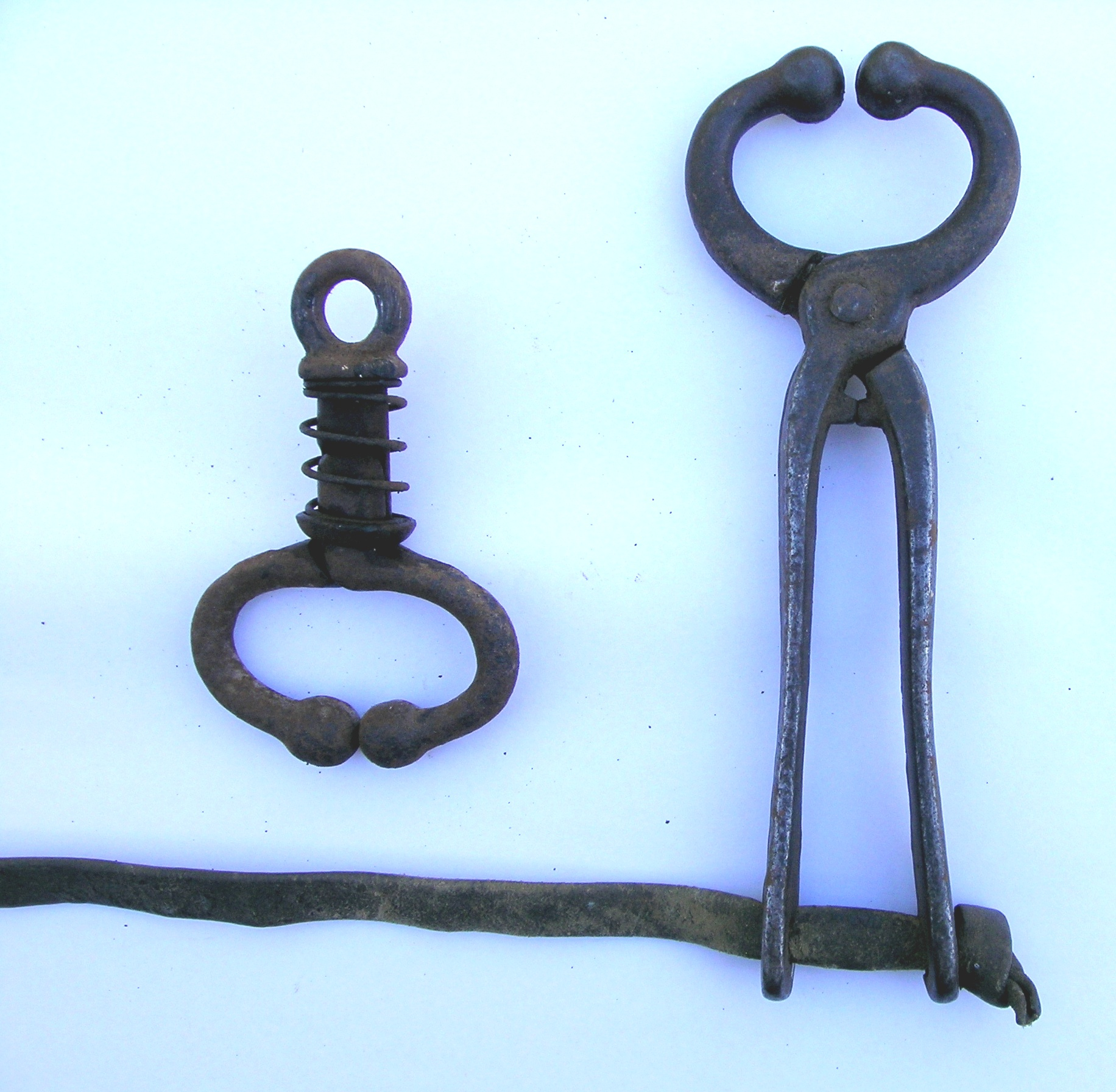
Bulldog (sinistra), pinze da toro (destra)

Un altro metodo di contenimento sono le pinze che afferrano temporaneamente il setto. Sono chiamate in vari modi: morsetti nasali, pinze nasali, bulldog o pinze da toro.
Le nasiere autobloccanti o a molla, chiamati anche "bulldog" o "nose grip", sono anelli rimovibili che non richiedono di forare il naso. Sono spesso utilizzati su manzi e mucche, insieme a una cavezza, alle fiere agricole o quando si maneggia il bestiame per esame, marcatura o trattamento. Rimangono chiusi finché non vengono rilasciati e solitamente hanno un anello per l'attacco di una corda o di una lunghina. Offrono un controllo simile a quello di un anello per tori senza la necessità di un attacco permanente.
I bull-holder, noti anche come bull-tongs, hanno un'azione a pinza e sono usati per brevi periodi su bovini adulti quando vengono aggrediti o bagnati. Una catena, una corda o una cinghia mantiene chiuse le impugnature e possono essere passate sopra una barra per sollevare la testa. Anche il pollice e l'indice possono essere usati in questo modo su animali più piccoli.

## Nasiere per maiali

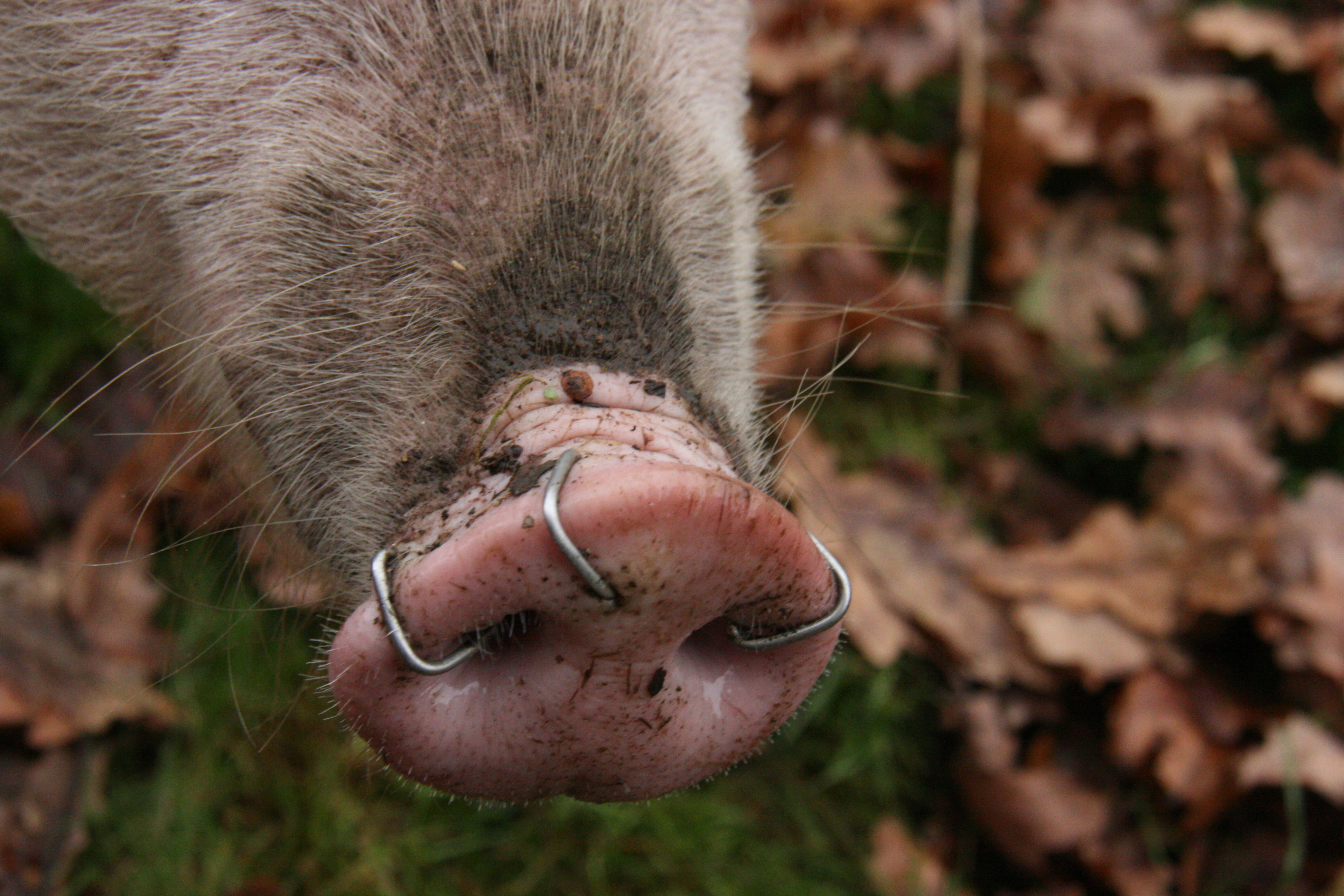
Nasiere multiple su un maiale

Il grufolamento è l'atto di un maiale di spingere qualcosa con il suo muso, spesso nella terra, per dissotterrare piante da mangiare. In alcune circostanze, i proprietari di maiali potrebbero trovare questo indesiderabile. Le nasiere rendono il grufolamento doloroso per l'animale, sebbene un maiale con la nasiera possa comunque essere in grado di cercare liberamente cibo tra la lettiera di foglie e la vegetazione di superficie. La nasiera del maiale può talvolta essere richiesta dalle normative locali, come quando i maiali da fattoria vengono rilasciati nei boschi pubblici per la montatura (come nella New Forest nell'Inghilterra meridionale).
Le nasiere specificamente progettate per i maiali di solito sono costituite da anelli aperti in rame o filo d'acciaio con estremità affilate, di circa 25 mm (1 pollice) di diametro. Questi vengono solitamente agganciati al bordo del naso anziché attraverso il setto, poiché ciò è molto più doloroso per il maiale ed è considerato "quindi più efficace per scoraggiare il maiale dal grufolare rispetto alla perforazione del setto". Poiché a volte possono staccarsi, a un maiale adulto possono essere attaccati più anelli.